# 부통령
부통령(副統領, 문화어: 부대통령(副大統領))은 대통령제를 실시하는 국가 중 일부에서 채용하고 있는 직위이다. 대통령이 유고 시 부통령이 직무를 대행하거나 대통령직을 승계한다. 대한민국에서는 1948년 부통령제가 도입되었으나 1960년 제2공화국 수립과 함께 부통령제가 폐지되었다. 부통령이 대통령직을 승계할 경우 새로 부통령을 선출하는 경우도 있고 공석으로 남는 경우도 있다.
- 부통령은 국무총리와 달리 미리 정해진 임기가 있다. 이 임기는 신임 투표 등이나 의회에 의해 바뀔 수 없다. 그러나 부통령이 중요 범죄에 가담했을 경우 탄핵 등의 절차를 거쳐 해임할 수 있다.

## 나라별 부통령

### 대한민국
대한민국 제1공화국에는 1948년부터 1960년까지 부통령이 존재했다.

## 같이 보기
- 부총리
- 부주석